# Comité français des sciences historiques
Le Comité français des sciences historiques (CFSH), selon ses statuts, a pour mission d'établir un lien entre les historiens français voués à l'enseignement et à la recherche. Il assure la participation de la France aux réunions et aux congrès d'un caractère international consacrés aux sciences historiques.

## Historique
Le Comité français des sciences historiques est créé en 1926. Plusieurs historiens français  décident de doter la France d'un organisme chargé de la représenter lors des différents congrès internationaux de la discipline, de participer à l'élaboration des différentes méthodes et normes historiques et de contribuer ainsi à la promotion des sciences historiques.
Le cinquième congrès international des sciences historiques — le premier après la guerre — tenu à Bruxelles en 1923 sous l'égide de l'historien belge Henri Pirenne suscite chez les historiens le souhait de renouer avec le dialogue scientifique international.
En 1924, l'helléniste Théophile Homolle, l'un des présidents du congrès de Bruxelles, prend l'initiative de regrouper les savants français spécialisés dans les études historiques. Un premier comité d'action est créé dont la première assemblée générale se tient en 1925. Cette assemblée approuve à l'unanimité la constitution du Comité national français des sciences historiques. La mort de Théophile Homolle, le 13 juin 1925, en retarde la mise en œuvre. C'est l'historien de la Grèce ancienne, Gustave Glotz qui préside le premier bureau le 9 avril 1926.
De 2005 à 2017, le CFSH a participé aux congrès internationaux. Il a réalisé trois congrès et un certain nombre de manifestations scientifiques. Il a participé aux rencontres de l'histoire de Blois.
Depuis 2001, les archives du CFSH sont conservées aux archives nationales de France, site de Pierrefitte-sur-Seine, sous la cote 113AS. Le dossier déposé aux Archives nationales s’arrête en 2001.

## Missions et statuts
Le CFSH favorise l'organisation et le développement de la recherche historique. Le CFSH est membre du Comité international des sciences historiques (CISH), créé sous l'égide de la Société des Nations, dont le CFSH est le correspondant officiel.
Depuis sa création, le CFSH participe aux congrès internationaux et assemblées générales du CISH donnant ainsi aux historiens français la possibilité de présenter leurs travaux devant l'ensemble de la communauté internationale de la discipline historique.

## Dirigeants

### Présidents
| Nom              | Période   |  | Nom            | Période   |  | Nom                     | Période   |  | Nom              | Période   |
| ---------------- | --------- |  | -------------- | --------- |  | ----------------------- | --------- |  | ---------------- | --------- |
| Gustave Glotz    | 1926-1929 |  | Alfred Coville | 1929-1940 |  | Charles Petit-Dutaillis | 1945-1946 |  | Robert Fawtier   | 1946-1952 |
| Lucien Febvre    | 1952-1956 |  | Yves Renouard  | 1956-1965 |  | Jean Schneider          | 1965-1971 |  | Roland Mousnier  | 1971-1975 |
| Michel Devèze    | 1976-1980 |  | René Girault   | 1980      |  | Robert-Henri Bautier    | 1981-1985 |  | Paul Gerbod      | 1986-1990 |
| Yves-Marie Bercé | 1991-1995 |  | Michel Balard  | 1996-2000 |  | Jean-François Sirinelli | 2000-2017 |  | Dominique Barjot | 2017      |

### Secrétaires généraux
| Nom             | Période   |  | Nom            | Période                |  | Nom                    | Période   |  | Nom                    | Période   |
| --------------- | --------- |  | -------------- | ---------------------- |  | ---------------------- | --------- |  | ---------------------- | --------- |
| Didier Ozanam   | 1952-1958 |  | Jean Glenisson | 1959-1971              |  | Françoise Hildesheimer | 1981-1985 |  | Jean-Pierre Brunterc'h | 1986-1990 |
| Ghislain Brunel | 1991-1995 |  | Bruno Galland  | 1996-2000 et 2001-2005 |  | Pascal Cauchy          | 2006-2019 |  | Bertrand Haan          | 2019-     |

## Activités récentes

### Congrès
Depuis 2005, le CFSH a tenu trois congrès : Paris en 2010, Reims en 2012 et Besançon en 2015. Il prépare activement un nouveau congrès à Rouen en décembre 2019.

#### Congrès internationaux des sciences historiques
Le CFSH a soutenu la présence des historiens français aux congrès internationaux des sciences historiques : Sydney (Australie) en 2005, Amsterdam (Pays-Bas) en 2010 et Jinan (Chine) en 2015. Il prépare activement le XXIIIe congrès de Poznań (Pologne) en 2020. Il a été présent à l'assemblée générale du CISH à Moscou (Russie) en septembre 2017.

#### Soutien au prix international des sciences historiques
Lors du congrès de Jinan (Chine), c'est un historien français, Serge Gruzinski, qui reçoit le premier prix international des sciences historiques, Jaeger-Lecoultre. Un appel à candidatures a été fait en vue du congrès de Poznań de 2020.

#### Rendez-vous de l'histoire à Blois
Pendant les rendez-vous de l'histoire de Blois, le CFSH organise chaque année une table ronde associant les quatre périodes (ancienne, médiévale, moderne et contemporaine) :
- en 2014, les écoles historiques françaises ;
- en 2015, les quatre périodes leur définition et leurs limites ;
- en 2016, l’historien et la Nation ;
- en 2017, la place du français dans la recherche mondiale.

#### Prix Daniel et Michel Dezès
En 2016, le CFSH a remis le prix Daniel et Michel Dezès, sous l’égide de la fondation de France, à l’historien David Gallo, normalien de la rue d'Ulm, qui a soutenu sa thèse au Centre Roland Mousnier sous la direction conjointe d'Édouard Husson et de Dominique Barjot. Cette thèse porte sur le thème suivant : La politique de formation idéologique de la SS (1933-1945) : institutions, discours, pratiques, acteurs et impact de la Weltanschauliche Schulung. Le prix Daniel et Michel Dezès est accordé tous les deux ans par le Comité français des sciences historiques. Ce prix, d’une valeur de 2 500 €, est destiné à récompenser un travail de recherche universitaire (thèse de doctorat ou de Master II) soutenu par un historien de moins de 32 ans au cours des deux dernières années et dont la qualité et l’originalité ont été jugées particulièrement remarquables, par rapport à d’autres travaux comparables.
En 2018, le Prix Daniel et Michel Dezès est attribué à une jeune historienne d’origine russe, Maria Sorokina. Sa thèse a pour titre : Les théologiens face à la question de l’influence céleste. Science et foi dans les commentaires des Sentences de Pierre Lombard.
Un nouveau prix est prévu en 2020.

## Publications
- Actes du congrès historique du centenaire de la Révolution de 1848, Paris, PUF, 1948, 435 p.
- Vingt-cinq ans de recherche historique en France, Paris, CNRS, 1965, 2 volumes
- Colloque franco-suédois à Paris du 9 au 10/10/1978, publié avec le soutien du Comité suédois pour la coopération internationale des sciences historiques et de l'université de Paris I Panthéon-Sorbonne, 172 p.
- Les Historiens français à l'œuvre, 1995-2010, dirigé par Jean-Français Sirinelli, Pascal Cauchy, Claude Gauvard, Actes du Congrès de Paris de 2010, Paris, P.U.F., 2010. 332 p.  (ISBN 978-2-13-058498-8) ; auteurs des contributions : Stéphane Benoist, Régine Le Jan, Roger Chartier, Philippe Poirrier, Joëlle Burnouf, Patrice Brun, Olivier de Cazanove, Jean-Paul Demoule, Roland Étienne, Boris Valentin, Stéphane Audoin-Rouzeau, Dominique Iogna-Prat, Jean-Philippe Genet, Christine Bard, Olivier Levy-Dumoulin, Lucien Bély, Georges-Henri Soutou, Olivier Pétré-Grenouilleau, Mathieu Arnoux, Jacques Verger.
- Les Historiens français en mouvements, Jean-François Sirinelli, Pascal Cauchy, Claude Gauvard, Bernard Legras, Actes du Congrès de Reims de 2012, Paris, P.U.F., 2015, 184 p.  (ISBN 978-2-13-073153-5) ; auteurs des contributions : Dominique Barjot, Yvan Combeau, Gilles Le Béguec, Amaury Lorin, Charles-François Mathis, Thierry Terret, Nicolas Weill-Parot, Laurent Wirth

Le CFSH a encouragé la reprise, en 1955 de la publication de La bibliographie annuelle de l'histoire de France (1955-2005) éditée par le centre national de la recherche scientifique.